# Gianfranco Mingozzi
Gianfranco Mingozzi (Molinella, 5 aprile 1932 – Roma, 7 ottobre 2009) è stato un regista e sceneggiatore italiano.

## Biografia
Passa l'adolescenza presso il paese d'origine, San Pietro Capofiume, una frazione di Molinella, in provincia di Bologna.
Si laurea in legge all'Università di Bologna e si diploma poi al Centro sperimentale di cinematografia di Roma. È assistente alla regia di Federico Fellini in La dolce vita (1960), in cui compare anche come attore.
Successivamente comincia a realizzare documentari, e ottiene diversi riconoscimenti tra cui il Leone d'oro al Festival di Venezia e la selezione agli Oscar del 1966 per Con il cuore fermo, Sicilia (1965), per il suo lavoro di documentarista.
Ha realizzato anche diversi film a soggetto, tra i quali Trio (1967), Sequestro di persona (1968), L'iniziazione (1986) e Tobia al caffè (2000).
Ha lasciato una parte del suo archivio cinematografico alla Cineteca di Bologna, che gli ha dedicato un fondo.

## Curiosità
A pochi chilometri di distanza dalla città d'origine di Mingozzi era nato l'attore Gabriele Tinti, al quale Mingozzi intendeva dedicare un documentario biografico.

## Filmografia

### Cortometraggi
- Gli uomini e i tori (1959)
- La Taranta (1961)
- Via dei Piopponi (1962)
- I mali mestieri (1963)
- Il sole che muore (1964)
- Per un corpo assente (1968)

### Documentari
- Festa a Pamplona (1959)
- La taranta (1962)
- Le finestre (1962)
- Il putto (1963)
- Notte su una minoranza (1964)
- Al nostro sonno inquieto (1964)
- Con il cuore fermo, Sicilia (1965)
- Michelangelo Antonioni storia di un autore (1966)
- Corpi (1969)
- Mille e una vita (1978)
- Il tuffatore (1979)
- Sulla terra del rimorso (1982)
- L'ultima diva: Francesca Bertini (1982)
- Bellissimo: immagini del cinema italiano (1985)
- La terra dell'uomo (1986)
- Arriva Frank Capra (1986)
- Giorgio/Giorgia - Storia di una voce (2008)
- Noi che abbiamo fatto la dolce vita (2009)

### Lungometraggi
- La vedova bianca, episodio del film Le italiane e l'amore (1961)
- Trio (1967)
- Sequestro di persona (1968)
- La vita in gioco (1972)
- Flavia, la monaca musulmana (1974)
- Fantasia, ma non troppo, per violino (1976)
- La vela incantata (1983)
- L'iniziazione (1986)
- L'appassionata (1988)
- Il frullo del passero (1988)
- Tobia al caffè (2000)

### Televisione
- Gli ultimi tre giorni – film TV (1977)
- Il treno per Istanbul – miniserie TV (1980)
- Vento di mare – serie TV (1991)
- Le lunghe ombre – film TV (1987)
- La vita che ti diedi – film TV (1991)

## Saggi
- La vita in gioco, Cooperativa Prove 10, 1976
- con Claudio Barbati e Annabella Rossi, Profondo Sud. Viaggio nei luoghi di Ernesto De Martino a vent'anni da 'Sud e Magia', Feltrinelli, 1978
- La vela incantata, ERI, 1982
- Dolce Dolce vita. Immagini da un set di Federico Fellini, Giorgio Amad' Studio Menna editore, 1999
- Francesca Bertini, Cineteca di Bologna, Le Mani, 2003